# Hadrami
Hadrami o Hadhrami és una tribu del Iemen que viu al nord-est de l'Alt Yafa prop de la zona de l'antiga frontera entre els dos Iemen. Com el seu nom indica aquesta tribu té el seu origen a la regió oriental de l'Hadramaut i es va establir a la zona vers el 1820. Els territoris del xeicat limitaven al sud amb el Baix Yafa, a l'est amb el Iemen del Nord, al nord amb el soldanat yafi de Mahjabah i a l'oest amb el territori de la tribu dubi.
Fou un dels xeicats inclosos de facto al protectorat d'Aden i des de 1917 al Protectorat Occidental d'Aden, però no consta cap tractat específic amb els britànics. No es va adherir a la Federació d'Aràbia del Sud, i va quedar nominalment dins el Protectorat d'Aràbia del Sud (1963-1967). El 1967 va quedar integrat a la República Popular del Iemen del Sud; des de 1990 forma part de la República del Iemen unificada.

## Xeics
- Ghalib al-Hadrami vers 1820-1850
- Muhammad ben Ghalib al-Hadrami vers 1850-1870
- Muhsin ben Ghalib al-Hadrami vers 1870-1900
- Muhsin ben Muhsin al-Hadrami vers 1900-1915
- Nasi ben Muhsin al-Hadrami 1915-1945
- Muhammad ben Muhsin al-Hadrami 1945-1958
- Abd Allah ben Muhammad al-Hadrami 1959
- Abd al-Qawi ben Muhammad al-Hadrami 1959-1967